# Mohamed Ounajem
Mohamed Ounajem (tiếng Ả Rập: محمد أوناجم; sinh ngày 4 tháng 1 năm 1992) là một cầu thủ bóng đá người Maroc thi đấu cho Wydad Casablanca ở vị trí tiền đạo.
Anh giành chức vô địch CAF Champions League 2017.

## Danh hiệu
Wydad Casablanca
- Vô địch

CAF Champions League 2017
Botola 2017

## Sự nghiệp câu lạc bộ
Ounajem khởi đầu sự nghiệp tại đội bóng địa phương Ittihad Errachidia, trước khi ký hợp đồng cùng với Chabab Atlas Khénifra.
Vào tháng 1 năm 2016, Ounajem ký bản hợp đồng cùng với Wydad Casablanca với thời hạn 5 năm. Anh ở lại C.A.K. đến hết mùa giải.

## Sự nghiệp quốc tế
Ounajem ra mắt cho Maroc vào ngày 15 tháng 6 năm 2015, vào sân ở phút 76 thay cho Zakaria Hadraf. Anh ghi bàn đầu tiên cho Maroc trong trận thắng 4-0 trước Libya vào ngày 22 tháng 10 năm 2015.

## Thống kê sự nghiệp

### Quốc tế
Tính đến các trận đấu diễn ra ngày 11 tháng 4 năm 2017.
| Đội tuyển quốc gia | Năm       | Số trận | Bàn thắng |
| ------------------ | --------- | ------- | --------- |
| Maroc              | 2015      | 4       | 2         |
| Maroc              | 2016      | 3       | 0         |
| Maroc              | 2017      | 0       | 0         |
| Tổng cộng          | Tổng cộng | 7       | 2         |

### Bàn thắng quốc tế
Tỉ số và kết quả liệt kê bàn thắng của Maroc trước.
| #  | Ngày                 | Địa điểm                                        | Đối thủ | Tỉ số | Kết quả | Giải đấu                                     |
| -- | -------------------- | ----------------------------------------------- | ------- | ----- | ------- | -------------------------------------------- |
| 1. | 22 tháng 10 năm 2015 | Sân vận động Olympique de Radès, Radès, Tunisia | Libya   | 4–0   | 4–0     | Vòng loại Giải vô địch bóng đá châu Phi 2016 |
| 2. | 25 tháng 10 năm 2015 | Sân vận động Olympique de Radès, Radès, Tunisia | Tunisia | 3–2   | 3–2     | Vòng loại Giải vô địch bóng đá châu Phi 2016 |